# Bortrisulfid
Bortrisulfid ist eine anorganische chemische Verbindung des Bors aus der Gruppe der Sulfide.

## Gewinnung und Darstellung
Bortrisulfid kann durch Reaktion von Bor mit Schwefelwasserstoff gewonnen werden.
{\displaystyle \mathrm {2\ B+3\ H_{2}S\longrightarrow B_{2}S_{3}+3\ H_{2}} }

## Eigenschaften

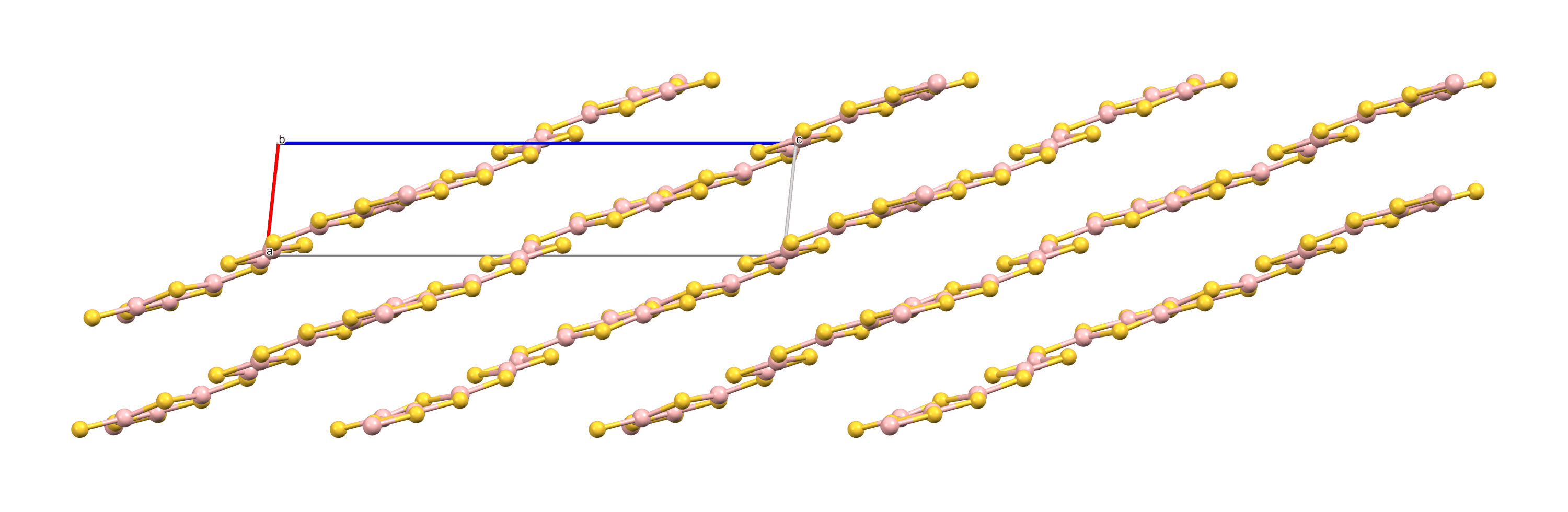
Ausschnitt aus der Kristallstruktur von Bortrisulfid

Bortrisulfid ist ein schwach gelblicher äußerst hydrolyseempfindlicher Feststoff. Die amorphe Form hat keinen definierten Schmelzpunkt und beginnt bei etwa 300 °C zu sublimieren. Er reagiert auch mit Alkoholen, Aminen und Mercaptanen. Mit weiterem Schwefel reagiert die Verbindung bei 300 °C zu dem aus B8S16-Molekülen aufgebauten Bordisulfid BS2, dessen Struktur eng mit der des Porphins verwandt ist.
Die Kristallstruktur von Bortrisulfid besteht aus planaren, sechsgliedrigen B3S3- und viergliedrigen B2S2-Ringen, die über Schwefel-Brücken zu fast planaren, unendlichen zweidimensionalen hochpolymeren Schichten verbunden sind.

## Verwendung
Bortrisulfid wird für organische Synthesen verwendet. So reduziert es Sulfoxide zu Thiolen und reagiert mit Ketonen zu Thioketonen.